# Caridina mertoni
Caridina mertoni е вид десетоного от семейство Atyidae. Видът не е застрашен от изчезване.

## Разпространение и местообитание
Разпространен е в Гуам и Индонезия.
Обитава сладководни басейни и реки.